# Fred Anderson
Fred Anderson (22. března 1929 Monroe, Louisiana, USA – 24. června 2010 Evanston, Illinois, USA) byl americký jazzový saxofonista a majitel hudebního klubu Velvet Lounge. Narodil se v Louisianě, ale brzy se s rodiči přestěhoval do Illinois. Spolu s klavíristou Muhalem Richardem Abramem založil v Chicagu organizaci Association for the Advancement of Creative Musicians.
Dne 12. června 2010 byl kvůli potížím s žaludkem přijat do nemocnice, o dva dny později zde utrpěl infarkt a byl uveden do komatu a zemřel 24. června.